# Pseudichthydium balatonicum
Pseudichthydium balatonicum is een buikharige uit de familie Chaetonotidae. Het dier komt uit het geslacht Pseudichthydium. Pseudichthydium balatonicum werd in 1949 voor het eerst wetenschappelijk beschreven door Varga. 